# Neosparassus diana
Espèce
Synonymes
- Heteropoda diana L. Koch, 1875

Neosparassus diana est une espèce d'araignées aranéomorphes de la famille des Sparassidae.

## Distribution
Cette espèce est endémique d'Australie. Elle se rencontre en Australie-Occidentale, au Victoria et en Tasmanie.

## Publication originale
- L. Koch, 1875 : Die Arachniden Australiens. Nürnberg, vol. 1, p. 577-740 (texte intégral).